# Місвіль (Міннесота)
Місвіль (англ. Miesville) — місто (англ. city) в США, в окрузі Дакота штату Міннесота. Населення — 138 осіб (2020).

## Географія
Місвіль розташований за координатами 44°35′57″ пн. ш. 92°49′9″ зх. д. / 44.59917° пн. ш. 92.81917° зх. д. (44.599034, -92.819163).  За даними Бюро перепису населення США в 2010 році місто мало площу 4,67 км², уся площа — суходіл.

## Демографія
Згідно з переписом 2010 року, у місті мешкало 125 осіб у 52 домогосподарствах у складі 33 родин. Густота населення становила 27 осіб/км².  Було 57 помешкань (12/км²).
Расовий склад населення:
| - 100,0 % — білих |

До двох чи більше рас належало 0,0 %. Частка іспаномовних становила 0,0 % від усіх жителів.
За віковим діапазоном населення розподілялося таким чином: 20,0 % — особи молодші 18 років, 55,2 % — особи у віці 18—64 років, 24,8 % — особи у віці 65 років та старші. Медіана віку мешканця становила 48,8 року. На 100 осіб жіночої статі у місті припадало 78,6 чоловіків;  на 100 жінок у віці від 18 років та старших — 92,3 чоловіків також старших 18 років.
Середній дохід на одне домашнє господарство  становив 66 616 доларів США (медіана — 61 250), а середній дохід на одну сім'ю — 77 455 доларів (медіана — 80 000). За межею бідності перебувало 16,3 % осіб, у тому числі 41,2 % дітей у віці до 18 років та 7,1 % осіб у віці 65 років та старших.
Цивільне працевлаштоване населення становило 77 осіб. Основні галузі зайнятості: будівництво — 15,6 %, мистецтво, розваги та відпочинок — 14,3 %, освіта, охорона здоров'я та соціальна допомога — 14,3 %.